# The Klezmatics

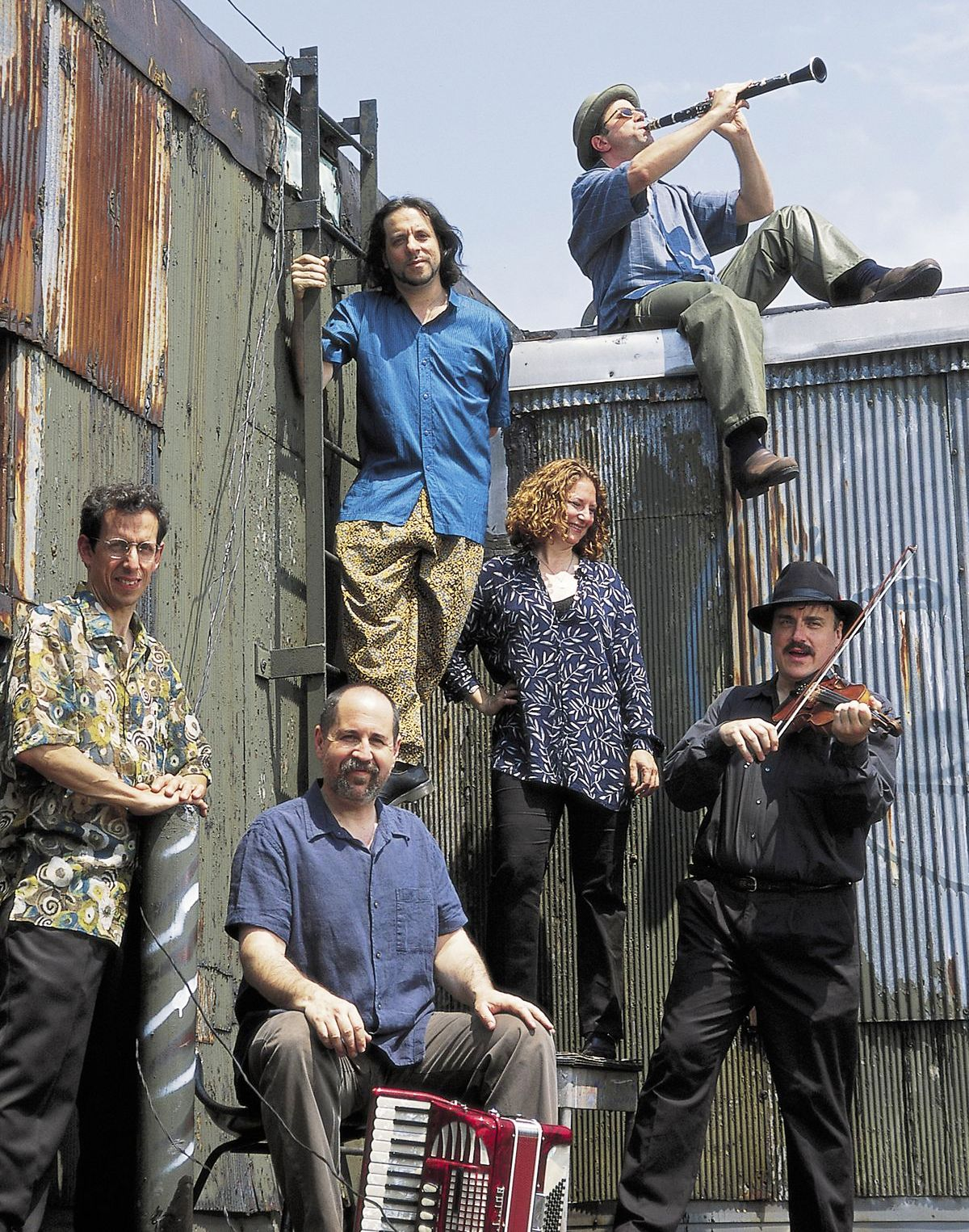
The Klezmatics. Fotografía de Michael Macioce.

The Klezmatics es un grupo estadounidense de música klezmer formado en Nueva York en 1986.
Los miembros del grupo son, en 2007:
- Frank London (trompeta, compositor).
- Lorin Sklamberg (cantante principal, acordeón, guitarra, piano).
- David Licht (percusión).
- Paul Morrissett (bajo, tsimbl).
- Matt Darriau (instrumentos de viento, compositor).
- Lisa Gutkin (violín).

En el pasado formaron también parte del grupo la violinista Alicia Svigals y los clarinetistas David Krakauer y Margot Leverett. 
Las letras de sus canciones están principalmente en inglés y yídish, aunque han grabado también temas en arameo y en dialecto austro-bávaro. 
Han editado sus discos en varias discográficas, como Rounder Records, Piranha, Xenophile, Flying Fish, Klezmatics, y en sellos dedicados a la música judía. Algunos de los miembros del grupo participaron en un tema inspirado en el klezmer del disco Whatever and Ever Amen, de Ben Folds Five.
En junio de 2003, The Klezmatics tocaron en directo con la Orquesta Filarmónica de Jena (Alemania) Han participado también en colaboraciones interculturales, entre otros con el músico palestino Simon Shaheen.
Su álbum Wonder Wheel, una interpretación desde el klezmer de las letras de un icono de la música folk estadounidense, Woody Guthrie, fue nominado a un premio Grammy en la categoría Mejor Álbum Contemporáneo de Músicas del Mundo. En agosto de 2006 editaron otro álbum con temas de Guthrie, Woody Guthrie's Happy Joyous Hanukkah.

## Discografía
- 1989 - Shvayne = toyt (Piranha).
- 1992 - Rhythm and Jews.
- 1995 - Jews With Horns (Flying Fish).
- 1997 - Possessed (Xenophile).
- 1998 - The Well: Klezmatics with Chava Alberstein (Xenophile).
- 2002 - Rise Up! Shteyt Oyf! (Rounder).
- 2004 - Brother Moses Smote the Water. Con Joshua Nelson y Kathryn Farmer (Piranha).
- 2006 - Wonder Wheel. Con letras de Woody Guthrie (JMG).
- 2006 - Woody Guthrie's Happy Joyous Hanukkah (JMG).